# Cristo de las Batallas (Salamanca)

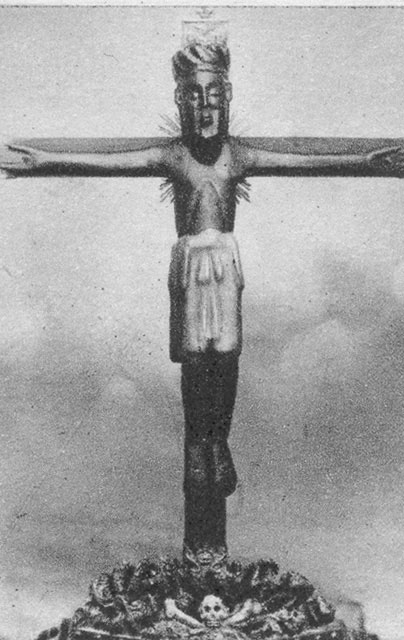
Cristo de las Batallas antes de la restauración

El Santísimo Cristo de las Batallas de la ciudad de Salamanca es una imagen románica que gozó de una gran devoción durante los siglo XVII y XVIII en dicha ciudad y en parte de las comarcas cercanas. La imagen fue traída de Valencia de la mano de don Jerónimo de Perigord, capellán de don Rodrigo Díaz de Vivar y posteriormente, primer obispo salmantino después de la restitución de la diócesis. 

## Origen del Santísimo Cristo de las Batallas
El origen del Cristo de las Batallas se encuentra en el periodo de la Reconquista durante los siglo XI. Esta imagen románica presidiría las ceremonias litúrgicas durante las campañas militares dirigidas por el Cid Campeador en el levante español. Cuando la ciudad de Valencia fue conquistada por las tropas del noble castellano, este nombró como obispo de la diócesis a don Jerónimo de Perigord. Cuando muere el Cid, a los pocos años Valencia es reconquistada por las tropas musulmanas. Don Jerónimo se traslada a Salamanca, de cuya ciudad es nombrado obispo por don Raimundo de Borgoña y por Urraca I de León, llevando consigo los testamentos del Cid y de doña Jimena y la imagen del Cristo de las Batallas. Don Jerónimo muere años antes de que finalicen las obras de la Catedral Vieja de Salamanca, cuando esta es concluida, es enterrado en una de las capillas laterales donde es colocado en el ático del retablo que lo preside la imagen del Cristo de las Batallas.

## Devoción al Cristo de las Batallas
Durante gran parte de la etapa medieval de la ciudad, la imagen del Cristo pasó desapercibida para los fieles. Aun así, se consideraba un símbolo muy importante para diócesis ya que su origen esta íntimamente vinculado a personajes tan relevantes como don Rodrigo Díaz de Vivar y don Jerónimo de Perigord. Es a comienzo del XVII cuando se inició una fuerte devoción hacia la imagen románica. En origen, el culto sería solo practicado por un reducido grupo de fieles, pero fue a partir del año 1615 cuando se produjo un verdadero auge devocional a raíz de una serie de relatos de carácter milagro asociados al Cristo. Es tal el fervor que vivió la ciudad que el obispo salmantino, don Luis Fernández de Córdoba, ordenó crear una comisión de teólogos para que investigasen estos sucesos y poder concederles veracidad eclesiástica. En el mismo momento, ordenó al archivero de la Catedral de Salamanca, Gil González Dávila, que escribiese una historia del origen del Cristo y que incluyese los milagros verificados por la comisión.

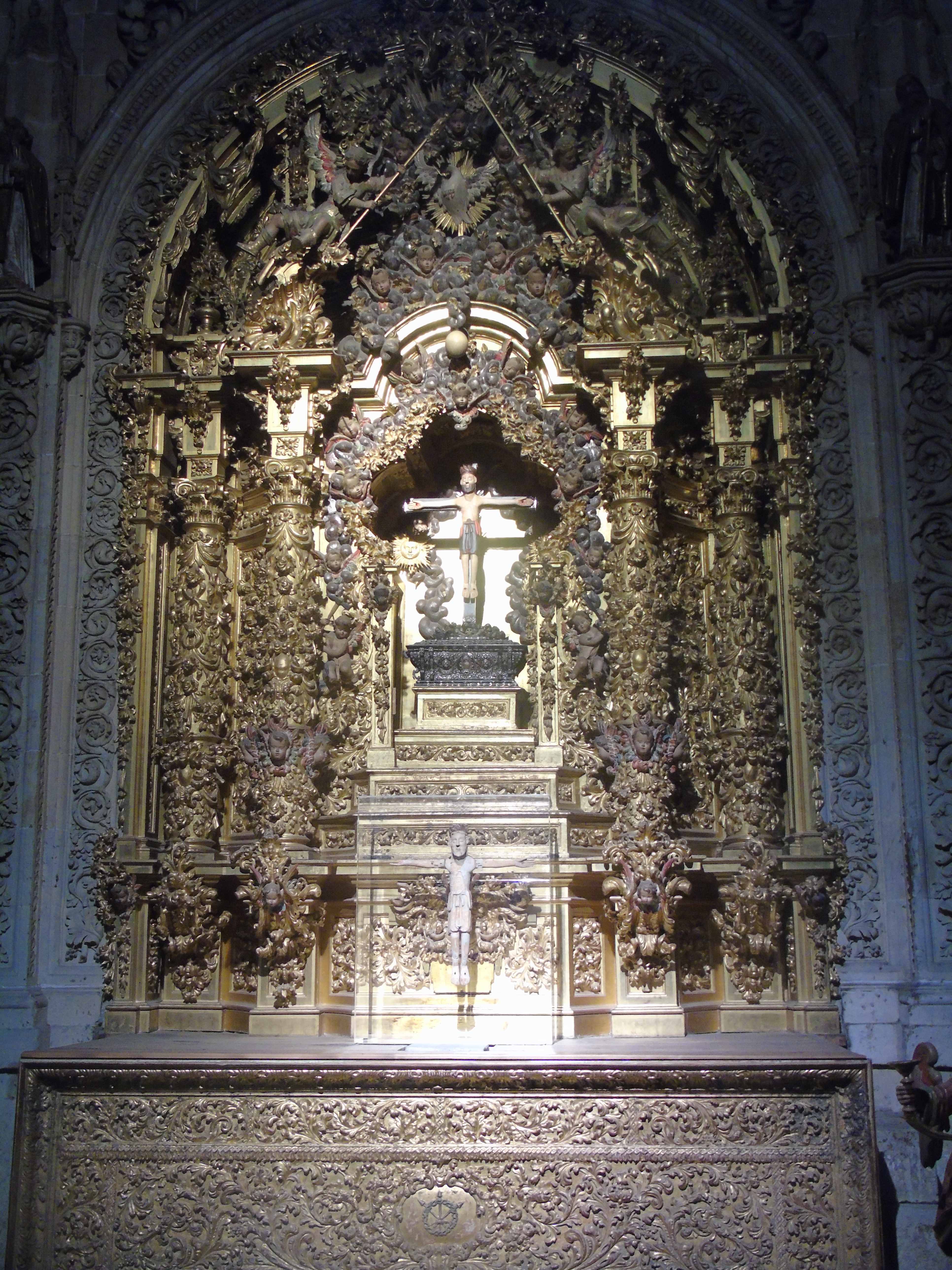
Retablo de la Capilla del Cristo de las Batallas. En la parte inferior se conserva la imagen románica original restaurada. En el retablo hay una copia de su aspecto antes de la restauración del año 2012.

## Gil González Dávila

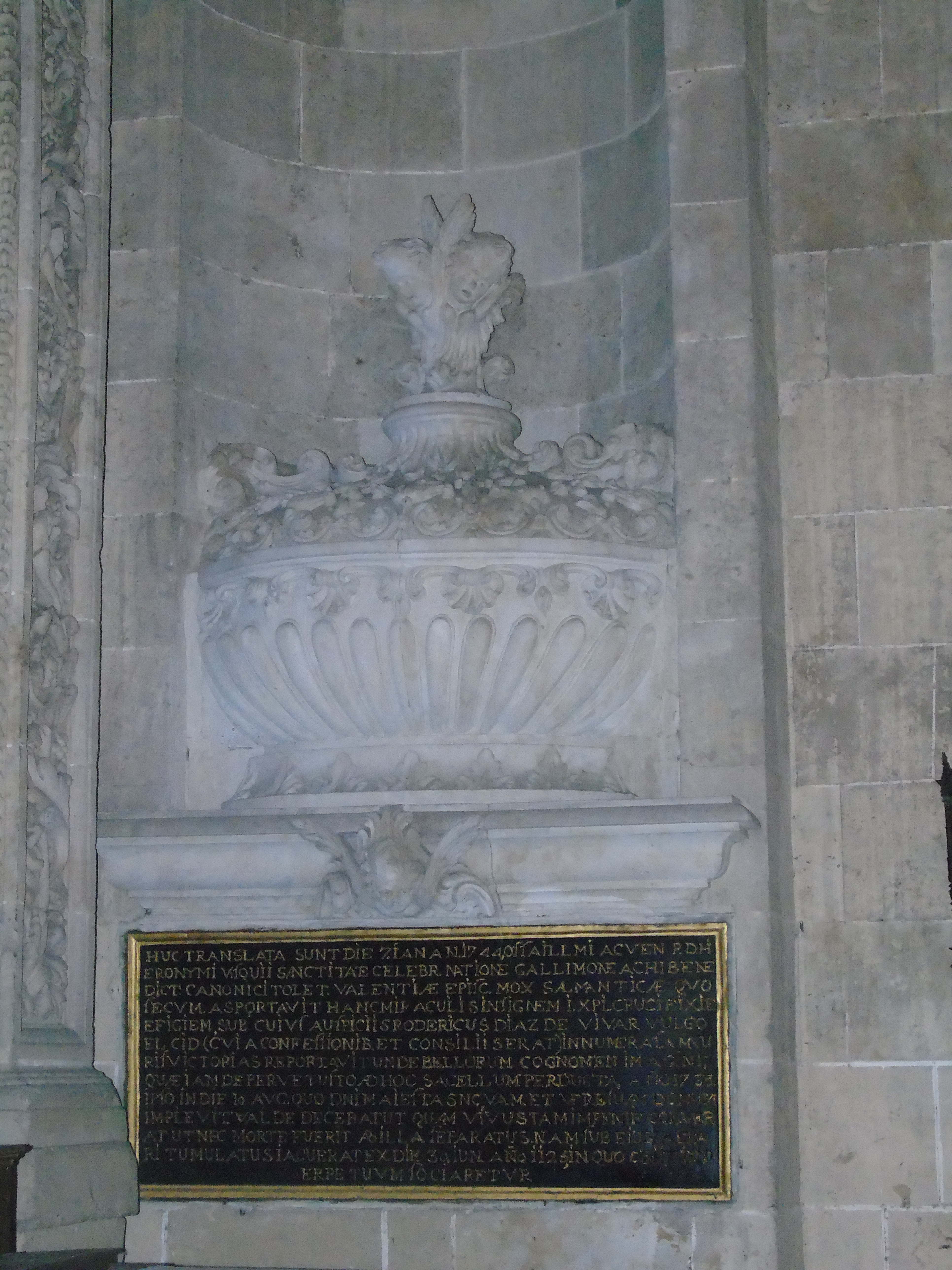
Sepulcro de don Jerónimo, primer obispo salmantino, en la Capilla del Cristo de las Batallas

Gil González Dávila, racionero y archivero de la Catedral de Salamanca, nombrado posteriormente cronista real y de las Indias, escribió en 1615 un pequeño libro, Historia del origen de la imagen del Santísimo Cristo de las Batallas que está en la Santa Iglesia Catedral de Salamanca, donde recogía los orígenes del Cristo de las Batallas y los dieciocho milagros que fueron reconocidos como tales por la comisión diocesana. El archivero se remonta al periodo de la Reconquista y vincula la imagen sacra con el Cid. En esta obra se publica también, por primera vez, uno de los documentos cidianos que se conservan en Salamanca, el testamento de doña Jimena. Para finalizar, se describen los milagros del Cristo de los que fueron protagonistas varios vecinos de Salamanca y de poblaciones de alrededor.

## El culto al Cristo de las Batallas
El fervor hacia el Cristo se mantuvo con gran vigencia hasta finales del siglo XVIII aproximadamente. Durante el siglo XVII, a raíz de sus milagros, el Cristo fue objeto de multitud de donaciones, limosnas y exvotos. Estas dádivas eran ofrecidas tanto por parte del pueblo llano como de nobles y altos cargos eclesiásticos. Cuando se finalizó la construcción de la Catedral Nueva de Salamanca, la capilla central de la cabecera se reservó para el Cristo, que fue trasladado desde la Catedral Vieja, en la que estaba anteriormente. También en esas fechas se levantó el magnífico retablo churrigueresco que preside la capilla, financiado por el propio obispo.
Durante el siglo XIX, la devoción comienza a diluirse en favor de otras advocaciones de la ciudad, la Virgen de la Vega y San Juan de Sahagún, hasta el punto que se puede decir que desaparece. A mediados del siglo XX se fundó la Cofradía de los Excombatientes, que tomó como una de sus imágenes titulares la del Cristo de las Batallas. La imagen participaba en la Semana Santa salmantina portada en brazos por un cofrade en la noche del Miércoles Santo. Una vez que la cofradía se disolvió en 1972, el culto al Cristo volvió a quedar relegado.

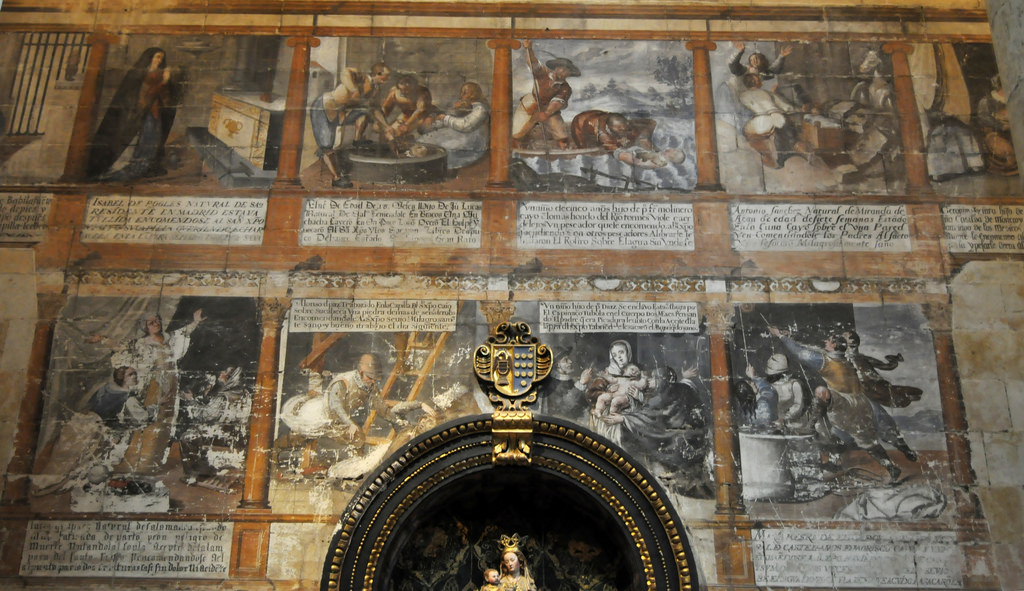
Exvotos pictóricos del Cristo de las Batallas conservados en la Catedral Vieja de Salamanca.

## El Cristo de la Batallas en la actualidad
En el año 2012, el cabildo catedralicio presentó de nuevo la imagen del Cristo tras un largo proceso de restauración que le devolvió su aspecto románico original al retirar todos los retintes acumulados durante siglos. En el año 2017 se confeccionó una réplica de la imagen para que pudiera ser contemplada de forma permanente en la capilla de oración de la Catedral Nueva de Salamanca. En el 2018, el Instituto de las Identidades de la Diputación de Salamanca reeditó la obra de Gil González Dávila bajo el título, "Historia del origen del Cristo de las Batallas (Una devoción popular salmantina).